# Order Witolda Wielkiego

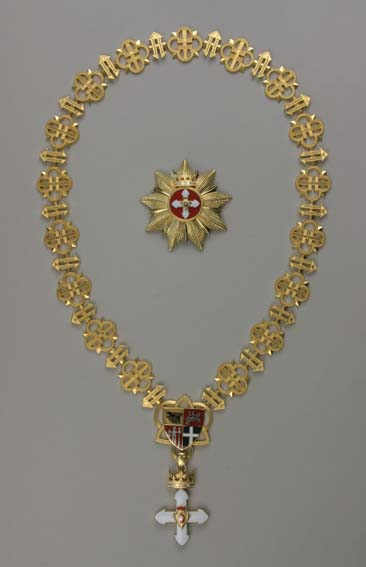
Order Witolda Wielkiego ze Złotym Łańcuchem oraz tarczą z herbami Żmudzi, Litwy, Ziemi Trockiej i Wołynia

Order Witolda Wielkiego (lit. Vytauto Didžiojo ordinas) – najwyższe z litewskich odznaczeń państwowych ustanowione w 1930 na pamiątkę 500. rocznicy śmierci wielkiego księcia Witolda. Przyznawany jest obywatelom litewskim i obcokrajowcom za wybitne zasługi cywilne i wojskowe  dla Państwa Litewskiego.

## Historia
Order Witolda Wielkiego został ustanowiony w 1930 i był przyznawany do 1940. Autorami projektu orderu według Astikasa byli artyści Mstislavas Dobužinskis lub Petras Tarabilda, według Kancelarii Prezydenta Litwy inny artysta litewski, Jonas Burba. W latach przedwojennych order był produkowany przez znaną szwajcarską firmę medalierską braci Huguenin. Po aneksji Litwy przez ZSRR w 1940 order został zniesiony. Przywrócono go po odzyskaniu niepodległości przez Litwę w 1991 jako najwyższe odznaczenie państwowe.
Obecnie odznaczenie jest wykonywane w Mennicy Państwowej w Wilnie, a wstążka orderu jest produkowana przez znaną duńską firmę medalierską Mørch & Søn w Kopenhadze.
Order dzieli się na pięć klas i dodatkowo Order ze Złotym Łańcuchem:
- I klasa – Krzyż Wielki (lit. Didysis kryžius);
- II klasa – Krzyż Wielki Komandorski (lit. Komandoro didysis kryžius);
- III klasa – Krzyż Komandorski (lit. Komandoro kryžius);
- IV klasa – Krzyż Oficerski (lit. Karininko kryžius);
- V klasa – Krzyż Kawalerski (ew. Rycerski) (lit. Riterio kryžius).

Wraz z orderem ustanowiono także (powiązany z nim) Medal Orderu Witolda Wielkiego.
W 2008 Poczta Litwy wydała znaczek pocztowy z wizerunkiem tego odznaczenia.

## Wygląd
Odznaką orderu jest emaliowany na biało złoty krzyż (wykonywany ze złota próby 0,925) zwieńczony złotą koroną. Pośrodku krzyża znajduje się herb Litwy Pogoń na tle z czerwonej emalii, pod koroną wielkoksiążęcą, i otoczony złotym ornamentem. Na rewersie identyczny ornament pod koroną wielkoksiążęcą, ale w miejsce Pogoni stylizowana litera "V" (Witold, lit. Vytautas), a po obu stronach monogramu daty: 1430 i 1930. W wersji wprowadzonej w latach 90. XX w. zmieniono daty na: 1392 i 1430 (lata panowania wlk. ks. Witolda). Kawalerom orderu I i II klasy przysługuje również gwiazda orderowa w kształcie srebrnej dziewięcioramiennej gwiazdy z okrągłym szafirowym medalionem pośrodku w złotej ramie pod koroną. Pośrodku szafirowego pola medalionu znajduje się wizerunek Krzyża Orderu Witolda Wielkiego. Wstążka biała z pomarańczowymi paskami wzdłuż obu boków. Order z łańcuchem orderowym przysługuje każdorazowemu prezydentowi Litwy. Pierwszym prezydentem, który go założył był Antanas Smetona, za prezydentury którego odznaczenie to zostało ustanowione.

## Odznaczeni
W okresie międzywojennym Order Witolda Wielkiego otrzymało:
- Order ze Złotym Łańcuchem – prawdopodobnie 5 osób (z Litwinów tylko prezydent Antanas Smetona)
- I klasa – 20 osób (w tym 18 cudzoziemców)
- II klasa – 71 osób
- III klasa – 212 osoby
- IV klasa – 228 osoby
- V klasa – 400 osób.

W latach 90. XX w. Order Witolda Wielkiego I klasy został przyznany 21 obcokrajowcom, głównie głowom koronowanym i prezydentom. Pierwszymi cudzoziemcami odznaczonymi tym orderem była szwedzka para królewska, król Karol XVI Gustaw i królowa Sylwia (1995).
Z Polaków otrzymali go prezydenci Aleksander Kwaśniewski (1996 i 2005) i Lech Kaczyński (2009). W 2019 został nim odznaczony prezydent Andrzej Duda.